# هاساج
هاساج (المعروف أيضًا باسم Hugo Schneider AG، أو باسمها الأصلي باللغة (بالألمانية: Hugo Schneider Aktiengesellschaft Metallwarenfabrik)‏  كانت شركة تصنيع سلع معدنية ألمانية تأسست عام 1863. يقع مقرها في لايبزيغ، وقد نمت من شركة صغيرة تصنع المصابيح وغيرها من المنتجات المعدنية الصغيرة باليد إلى مصنع كبير وشركة تجارية عامة باعت منتجاتها في العديد من البلدان. خلال الحرب العالمية الثانية، أصبحت هاساج تكتلًا صناعيًا لتصنيع الأسلحة مع عشرات المصانع في جميع أنحاء أوروبا التي تحتلها ألمانيا تستخدم عمالة الرقيق على نطاق واسع. مات عشرات الآلاف من اليهود من بولندا، وسجناء آخرين، وهم ينتجون ذخيرة للحساق. 
لقد بدأت في صنع أسلحة خلال الحرب العالمية الأولى، وهو القرار الذي زاد في نهاية المطاف من ربحية الشركة. أدى فقدان الأعمال العسكرية بعد الحرب إلى انخفاض المبيعات. كافحت هاساج خلال السبعينات في جمهورية فايمار. نظرًا لتنامي نفوذ الحزب النازي وتولى السلطة في نهاية المطاف في عام 1933، أدت النزعة العسكرية المتزايدة إلى عودة الشركة إلى إنتاج الأسلحة الصغيرة تحت قيادة قوات الأمن الخاصة الجديدة. بعد غزو بولندا في بداية الحرب العالمية الثانية، توسعت الشركة لاستيعاب الآلاف من NS-Zwangsarbeiters من معسكرات الاعتقال والأحياء اليهودية. كانت ثالث أكبر مستخدم للعمل الجبري في أوروبا، حيث توجد مصانع للأسلحة في ألمانيا وبولندا. على الرغم من تفكيك هاساج بعد الحرب، ظلت العلامة التجارية قيد الاستخدام حتى عام 1974.

## التاريخ

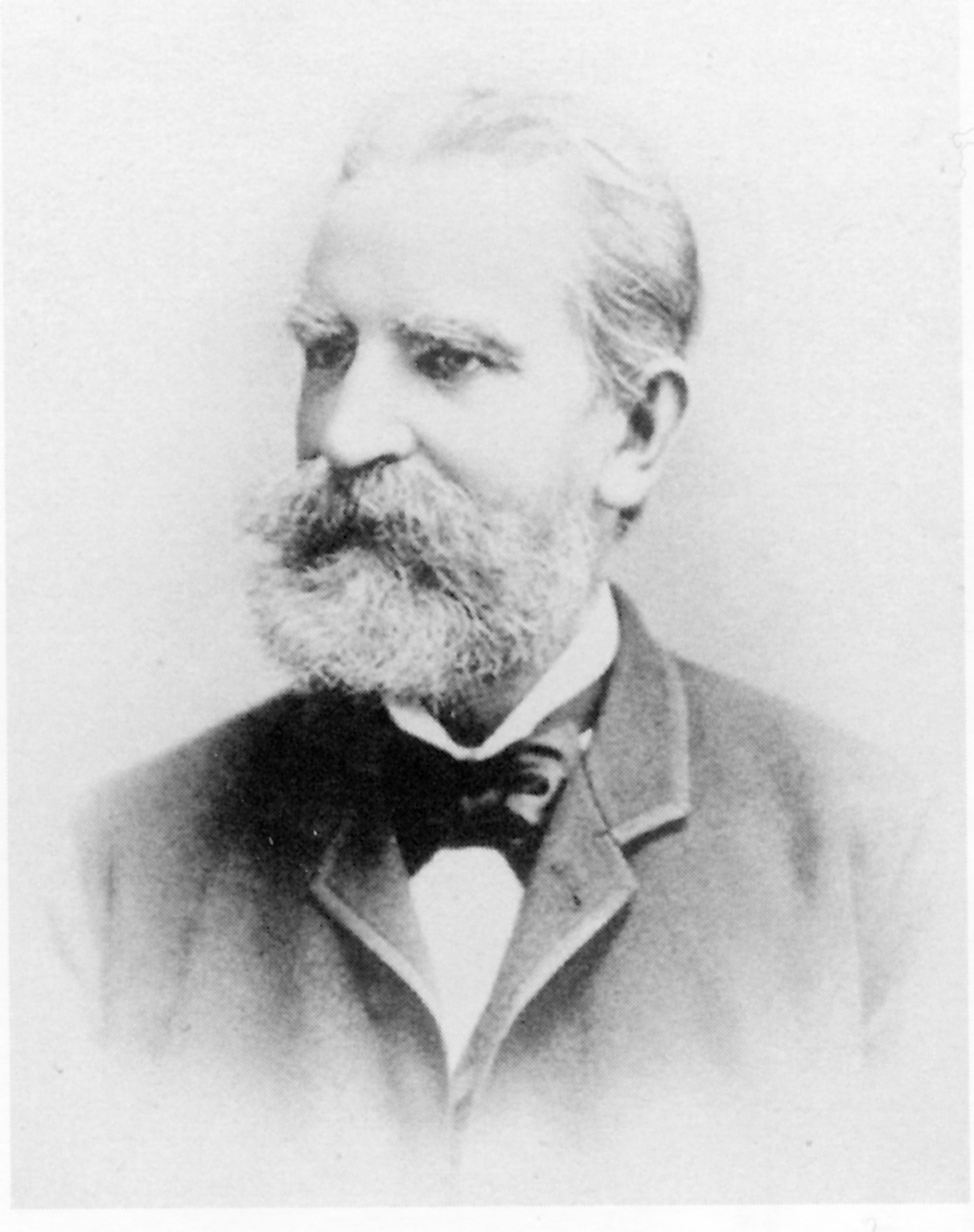
هوغو شنايدر، 1888

تأسست الشركة في سبتمبر عام 1863 باسم Häckel und Schneider في Paunsdorf، بالقرب من لايبزيغ، مع 20 موظفًا قاموا بتصنيع المصابيح يدويًا.

## سجناء بارزون
| - لويز أصلانيان ، كاتبة فرنسية أرمنية ، شاعرة ، مقاتلة المقاومة الفرنسية - ألينا هاجكوفا ، مقاتل ومؤرخ في المقاومة الشيوعية التشيكية - الخطط الصناعية لألمانيا 1. 2. - Leipzig Memorial of Forced Labour official website. (Note: most of the site is not yet translated into English.Gedenkstätte zur Erinnerung an die Zwangsarbeiter und Zwangsarbeiterinnen in der Zeit des Nationalsozialismus in Leipzig (in German) - Documents and clippings about HASAG in the 20th Century Press Archives of the ZBW - Leipzig Permoserstraße zur Geschichte eines Industrie- und Wissenschaftsstandorts, UFZ-Umweltforschungszentrum Leipzig-Halle GmbH, 2001 (ردمك 3-932900-61-8) - Felicja Karay, Wir lebten zwischen Granaten und Gedichten. Das Frauenlager der Rüstungsfabrik HASAG im Dritten Reich. Translated from the Hebrew by Susanne Plietzsch. Cologne: Böhlau, 2001 (ردمك 3-412-14501-7) |